# シャーラ
シャーラ（イタリア語: Sciara）は、イタリア共和国シチリア自治州パレルモ県にある、人口約2,800人の基礎自治体（コムーネ）。

## 地理

### 位置・広がり
パレルモ県のコムーネ。テルミニ・イメレーゼから南東へ9km、州都・県都パレルモから東南東へ41kmの距離にある。

#### 隣接コムーネ
隣接するコムーネは以下の通り。
- アリミヌーザ
- カッカモ
- チェルダ
- テルミニ・イメレーゼ